# العرقة (الشاهل)

تعديل مصدري - تعديل

العرقة هي إحدى قرى عزلة مديخة بمديرية الشاهل التابعة لمحافظة حجة، بلغ تعداد سكانها 63 نسمة حسب تعداد اليمن لعام 2004.